# Дневник парижского горожанина (1405—1449)

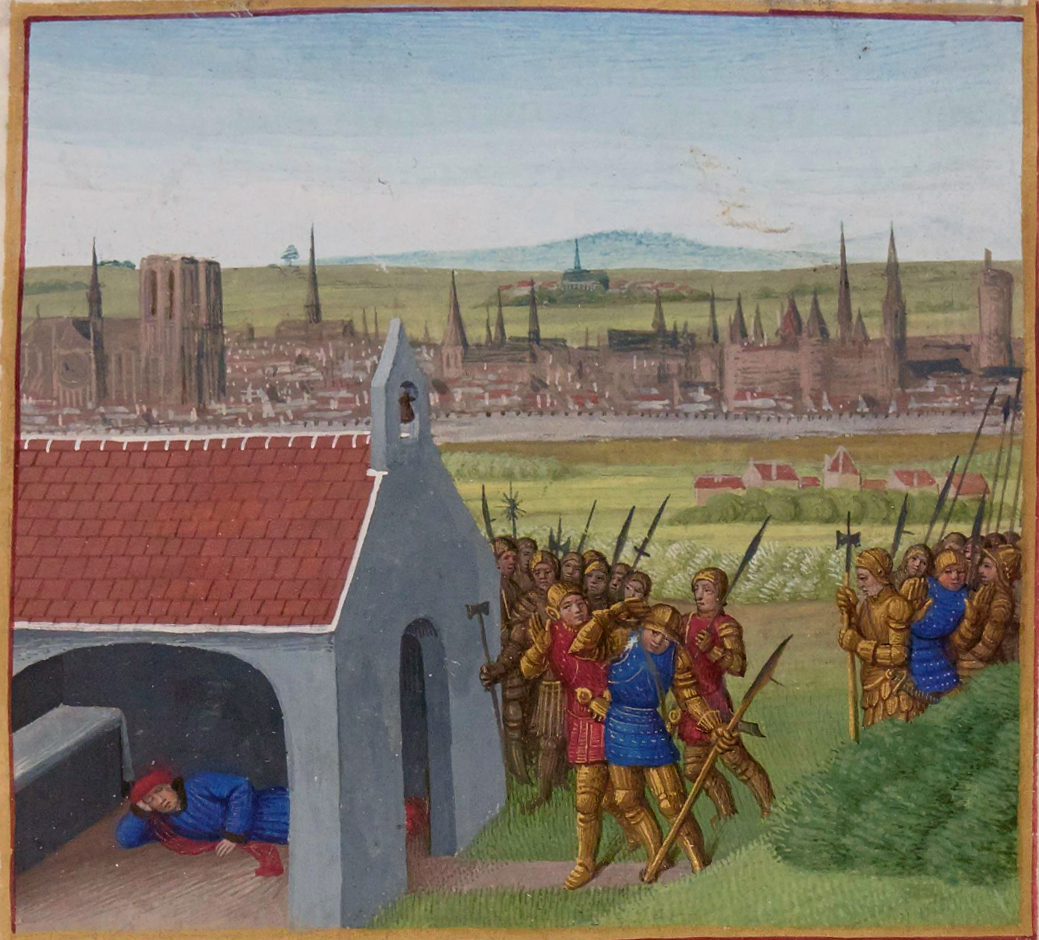
Вид на Париж в середине XV века. Миниатюра рукописи «Больших французских хроник» кисти Жана Фуке, изображающая Дагоберта I в базилике Сен-Дени

«Дневник парижского горожанина» (фр. Journal d'un bourgeois de Paris), также «Дневник парижского буржуа» — анонимное произведение, написанное жителем средневекового Парижа в форме дневника между 1405 и 1449 годами. Один из важнейших источников о жизни во французской столице в первой половине XV века, периоде, отмеченном возобновлением Столетней войны и оккупацией англичанами значительной части Французского королевства.

## Содержание
Сочинение, получившее своё современное название лишь в середине XVII века от издателя его королевского историографа Дени Годфруа (младшего), представляет собой составленную на среднефранцузском языке своеобразную городскую хронику времён правления Карла VI и Карла VII, начиная 1405-м, и кончая 1449 годом. Каждый конкретный факт общественной, политической, социально-бытовой или религиозной жизни описывается, как правило, в одном или нескольких абзацах.
Некоторые из событий автор, очевидно, сторонник бургундцев, явно описывает как очевидец, проявляя, по словам историка Столетней войны Эдуарда Перруа, «больше интереса к мимолётным колебаниям общественного мнения, чем к самым важным решениям дипломатов и капитанов». Высказывая порой довольно независимые суждения, он, несомненно, намеренно не указал собственное имя, опасаясь преследований со стороны властей.
Дневник содержит ценные сведения, в частности, о заключении договора в Труа и сдаче Парижа в 1420 году, о штаб-квартире Генриха V Английского в Мо, рассказывает о росте налогов и прочих экономических последствиях войны для населения, сообщает о социальных конфликтах и народных возмущениях, в частности, о движении кабошьенов, о битве при Азенкуре, о конфликте арманьяков и бургиньонов, о численности и составе парижского гарнизона в период осады 1429 года, а также о деятельности Жанны д’Арк и процессе над ней.
Также он содержит немало информации о повседневной жизни горожан описываемой эпохи, в частности, о ценах на продукты, зерно, овощи и вино, за что его называют иногда «хроникой питания», о болезнях, природных явлениях, неурожаях, нашествиях насекомых и пр. Методичный пересказ расхожих слухов и городских легенд, а также неявное изложение автором собственного мнения по поводу описываемых событий придают дневнику особенную ценность в глазах исследователей средневекового менталитета.
Некоторые сведения, к примеру, рассказ о 40-тысячной религиозной процессии 1412 года в честь отправления Карла VI на войну с арманьяками, описание торжественной встречи Генриха V 1 декабря 1420 года ликующими парижанами, или сообщение о первом появлении во французской столице странствующих цыган и конфликтах с ними местных жителей, являются уникальными.

## Предположения об авторстве
По мнению исследователей, проанализировавших текст, он мог быть написан священником или богословом, связанным с Парижским университетом, возможно, двумя авторами, первый из которых довёл изложение событий до 1431-го, а второй продолжил позже до 1449 года.
Во второй половине XIX века историк-архивист Огюст Оноре Лоньон высказал предположение, что составителем дневника является Жан Бериго (фр. Jean Beaurigout), настоятель церкви Сен-Николя-де-Шамп (фр. Église Saint-Nicolas-des-Champs) на улице Сен-Мартен.
Тезис этот был опровергнут историком Александром Тюте, издавшим дневник с собственными комментариями в 1881 году и приписавшим его составление канонику Собора Парижской Богоматери и ректору Парижского университета Жану Шюффару (фр. Jean Chuffart). Родившийся в Турне в Пикардии, Шюффар поддерживал англо-бургундскую партию перед тем, как войти в лагерь Карла VII по возвращении последнего в Париж.
Гипотеза Тюте, поддержанная рядом позднейших исследователей, в частности, Франсуазой Отран, вызывает, однако, некоторые сомнения, поскольку анонимный автор дневника проявляет в своём сочинении довольно ограниченные познания в науках и политике, в том числе, в делах церковных, так, им, к примеру, вовсе не упоминаются участники и подробности XVI Вселенского собора в Констанце (1415).

## Рукописи и издания
Оригинал сочинения не сохранился. Старейшая известная ныне рукопись является копией, датируемой второй половиной XV века, и хранится в коллекции Апостольской библиотеки Ватикана. Ещё одна копия XV столетия находится в Оксфорде, но имеет лакуны. Существует несколько других рукописей, но более поздних, относящихся к концу XV-го и XVI-му столетиям. Они воспроизводят Ватиканскую рукопись, иногда с дополнениями. Это, в частности, рукопись д’Экс (d’Aix) и 5 копий из Национальной библиотеки Франции.
Впервые дневник был опубликован в отрывках в 1596 году известным историком и поэтом Этьенном Паскье, а в 1653 году переиздан вышеназванным историографом Дени Годфруа. Полный текст был напечатан только в 1729 году Ла Барром под заглавием «Мемуары, служащие к пояснению истории Франции и Бургундии» (фр. Mémoires pour servir à l'histoire de France et de Bourgogne).
Комментированное научное издание дневника было выпущено в 1836 году в Париже историками-медиевистами Ж. Ф. Мишо и Ж. Ж. Ф. Пужула в «Новой коллекции мемуаров, относящихся к истории Франции», в 1838 году он переиздан был Жаном Александром Бюшоном в «Подборке хроник и мемуаров, относящихся к истории Франции», а в 1881 году вышла вышеупомянутая публикация А. Тюте. Новейшее академическое издание подготовлено было в 1990 году историком-медиевистом Колетт Бон, профессором Университета Западный Париж — Нантер-ля-Дефанс и биографом Жанны д’Арк.

## Цитаты
- «1421. В воскресенье 17 августа прибыло в Париж двенадцать кающихся: герцог, граф и десять других людей, все были верхом на лошадях; они называли себя добрыми христианами и утверждали, что пришли из Нижнего Египта… Когда они обосновались в предместье Шапель, стеклось туда, чтобы на них посмотреть, столь великое число жителей Парижа, Сен-Дени и других парижских окрестностей, сколько никто никогда не видывал даже на освящении ярмарок Ланди в Сен-Дени. И вправду, дети их, и мальчики, и девочки, обладали необычайной ловкостью; почти у всех уши были проколоты, и носили они в них по одному или по два серебряных кольца — они говорили, что таков обычай в их стране. Мужчины были чрезвычайно черны, с курчавыми волосами, женщины смуглы и неслыханно уродливы; у всех были изъязвленные лица и чёрные волосы, похожие на лошадиные хвосты. Вместо платья они носили старую шаль, наподобие грубого покрывала из шерсти или хлопка, которая крепилась на плечах толстыми завязками из ткани или веревки; под шалью у них была лишь старая блуза; короче, то были самые нищие создания из всех, что когда-либо появлялись во Франции. При всей бедности, среди них попадались колдуньи, читавшие по руке и открывавшие людям их прошлое и будущее; и посеяли они раздор не в одном семействе, говоря мужу: „Жена твоя наставляет тебе рога“, а жене: „Муж твой тебя обманывает“. Хуже всего, однако, было то, что пока они разговаривали с клиентом, содержимое кошельков тех, кто их слушал, переходило к ним — с помощью магии, дьявола или просто ловкости рук. Так, по крайней мере, говорили, ибо, по правде говоря, я с ними разговаривал 3 или 4 раза и ни разу я не заметил, чтобы по возвращении у меня не хватало хотя бы одного денье, и я не видел, чтобы они гадали по руке. Но народ повсюду об этом говорил, и слух этот в конце концов достиг ушей Парижского епископа, который явился к ним в сопровождении одного брата-минорита по прозванию Маленький Якобинец, который, по повелению епископа, прочёл им прекрасную проповедь и отлучил всех, кто занимался гаданьем или кому гадали и кто с этой целью показывал руки. После этого их заставили покинуть предместье, и в сентябре, на Рождество Пресвятой Богородицы, они отправились в Понтуаз.»[17]
- «1431. Таковы, если не сказать хуже, были глубокие прегрешения моей госпожи Жанны. Все они были изложены ею перед людьми, которые пришли в ужас, когда услышали об этих еретических заблуждениях, которых она придерживалась до сих пор. Ибо, как бы ни были очевидны её великие грехи и преступления, она никогда не стыдилась и не колебалась, но смело отвечала на все перечисленные статьи обвинения, полностью преданная сатане. Это хорошо было заметно, потому что она видела, как служители из Парижского университета смиренно умоляют её покаяться и отречься от своих ужасных ошибок, которые будут прощены ей после покаяния, в противном случае она будет сожжена, всеми проклятая, а душа её отправится в ад. Они показали ей приговор и место, где будет построен огонь, чтобы сразу сжечь её, если она будет упорствовать. Когда она поняла, что они имели в виду, она попросила пощады, публично принеся покаяние и переодевшись как женщина. Но как только она увидела себя в подобном обличье, она снова впала в свои прежние заблуждения и захотела вернуть себе мужскую одежду. Она была единогласно приговорена к смертной казни и привязана к столбу на оштукатуренном помосте, и огонь разожжён был под ней. Она быстро отдала богу душу, и одежда её сгорела. Затем разгребли угли, и её нагое тело выставлено было напоказ, чтобы все убедились в том, что она была женщиной. Когда они достаточно насмотрелись на её привязанные к колу останки, палач снова разжег большой огонь вокруг её бедного тела, которое вскоре сгорело, и плоть и кости обратились в пепел. Там, как и повсюду, было немало людей, которые говорили, что она приняла мученическую смерть за своего истинного государя. Другие же возражали, что это не так, а тот, кто так долго поддерживал её, поступил с ней нечестно. Люди говорили такое, но какое бы добро или зло она ни сотворила, в тот день она была сожжена…»[18]

## Публикации
- Дневник парижского буржуа // В кн.: Дюби Ж. Европа в средние века / Пер. с франц. В. Колесникова. — Смоленск: Полиграмма, 1994. — С. 297–308 (отр.).
- Journal de Paris, sous les Regnes de Charles VI et de Charles VII. Publié par Aubrée (La Barre) // Mémoires pour servir à l’histoire de France et de Bourgogne. — Tome 1. — Paris: Chez Julien Michel Gandovin, 1729. — pp. 1–208.
- Journal d’un Bourgeois de Paris // Nouvelle collection des mémoires pour servir à l’histoire de France, depuis le XIIIe siècle jusqu'à la fin du XVIIIe, par MM. Michaud de l’Académie française et Poujoulat. — Tome 2. — Paris: Éditeur du Commentaire analytique du Code civil, 1836. — pp. 629–675.
- Journal d’un bourgeois de Paris // Choix de chroniques et mémoires sur l’histoire de France, avec notes et notices par J. A. C. Buchon. — Paris: Desrez, 1838. — pp. 606–731. — (Panthéon littéraire. Littérature française. Histoire).
- Journal d’un bourgeois de Paris, 1405—1449, publié d’après les manuscrits de Rome et de Paris, par Alexandre Tuetey. — Paris: Honoré Champion, 1881. — iii, xliv, 415 p.
- Journal d’un bourgeois de Paris sous Charles VI et Charles VII, éd. par André Marty // Collection «Jadis et naguère». — Paris: Jonquières, 1929. — 363 p. — (Jadis et naguère, 6).
- A Parisian Journal, 1405—1449. Trans., interpr, éd. by Janet Shirley. — Oxford: Clarendon Press, 1968. — x, 418 p. — ISBN 978-0198214663.
- Journal d’un bourgeois de Paris de 1405 à 1449. Texte original et intégral présenté et commenté par Colette Beaune. — Paris: Librairie générale française, 1990. — 539 p. — (Collection «Lettres gothiques»). — ISBN 978-2-253-05137-4.